# Liú Làng Dì Qiú Èr
Liú Làng Dì Qiú Èr (xinès: 流浪地球2; distribuït en anglès com a The Wandering Earth 2) és una pel·lícula xinesa de ciència-ficció del 2023 dirigida i coescrita per Frant Gwo, i protagonitzada per Andy Lau, Wu Jing i Li Xuejian. La pel·lícula és una preqüela de la pel·lícula del 2019 Liu Lang Di Qiu, que està basada en el conte homònim de Liu Cixin, qui és el productor de la pel·lícula. S'ha doblat i subtitulat al català.
Després del gran èxit de taquilla de la seva predecessora, Guo va anunciar una preqüela el 20 de novembre de 2019 abans de rebre llum verda el 21 de juliol de 2021, i la producció va començar oficialment el 13 d'octubre de 2021. Es va estrenar el 22 de gener de 2023, el mateix dia que l'Any Nou xinès, amb el sistema Cinity, IMAX i altres formats. La pel·lícula ha recaptat 589 milions de dòlars, i es va convertir en la novena pel·lícula més taquillera del 2023.
La pel·lícula va ser nominada a l'Oscar a la millor pel·lícula de parla no anglesa de la 96a edició dels premis, com a candidata xinesa.